# Ken Carrington
Pour les articles homonymes, voir Carrington (homonymie).
Pas d'image ? Cliquez ici

a Compétitions nationales et continentales officielles uniquement.

b Matchs officiels uniquement.
Kenneth Roy Carrington, né le 3 septembre 1950 à Whakatane en Nouvelle-Zélande, est un joueur néo-zélandais de rugby.

## Biographie
Âgé seulement de 19 ans, Ken Carrington dispute avec les Māori de Nouvelle-Zélande deux rencontres contre les Fidji. 
Carrington dispute son premier test match avec l'équipe de Nouvelle-Zélande le 26 juin 1971 à l’occasion d'un test-match contre les Lions. Il dispute son dernier test match contre la même équipe le 14 août 1971. Il connaît deux défaites et une victoire en trois sélections. Avec de nombreux jeunes joueurs dans la ligne des trois quarts, comparé aux précédents capés néo-zélandais, Ken Carrington ne donne pas satisfaction aux sélectionneurs et il n'est plus retenu.
Il fait partie des joueurs retenus en 1972 pour une tournée interne préalable à des tests contre l'Australie, il n'est pas retenu toutefois pour les tests.

## Statistiques en équipe nationale
- Nombre de test matchs avec les All Blacks :  3
- Nombre total de matchs avec les All Blacks : 9
- 0 point, 0 essai avec les All Blacks en test matchs
- 20 points, 6 essais en matchs avec les All Blacks